# Theresa Kachindamoto
Theresa Kachindamoto er den øverste chef, eller Inkosi, for Dedza-distriktet i den centrale region i Malawi. Hun har uformel autoritet over mere end 900.000 mennesker. Hun er kendt for sin kraftfulde handling i opløsning af børneægteskaber og insisterer på uddannelse til både piger og drenge.

## Baggrund
Theresa Kachindamoto er den yngste af tolv søskende i en familie af traditionelle høvdinge i Dedza-distriktet omkring Malawisøen. Hun arbejdede som sekretær i 27 år på et kollegium i Zomba-distriktet i det sydlige Malawi. Hun giftede sig og blev mor til fem drenge. I 2003 valgte høvdingene for Dedza-distriktet hende som den næste øverstehøvding i distriktet med over 900.000 mennesker. Hun sagde, at hun var blevet valgt, fordi hun var "god med mennesker" og nu var øverstehøvding, uanset om hun kunne lide det eller ej. Hun accepterede stillingen og vendte tilbage til Monkey Bay, hvor hun antog de traditionelle røde kapper, perler og leopardskindbånd. Theresa blev Inkosi fra Chidyaonga-linjen i Maseko- eller Gomani-dynastiet som Kachindamoto VII i rækkefølge efter Justino Kachindamoto VI, der havde haft titlen fra 1988 til 2001 (efter Sunduzenis regentperiode fra 2001 - 2003).

## Børneægteskaber
Malawi er et af de fattigste lande i verden og har en HIV-infektionsrate på 10% af befolkningen. En FN-undersøgelse i 2012 viste, at mere end halvdelen af pigerne i Malawi var gift, før de blev 18, og rangerede Malawi som havende et af de højeste tal for børneægteskaber i verden med særligt høje rater i landdistrikterne. Unge piger, sommetider så små som syv år, udsættes for seksuelt krænkende traditioner, der inkluderer seksuelle initerneringslejre for kusasa fumbi (udrensning). I 2015 vedtog Malawi en lov, der forbød ægteskaber for personer under 18 år. Men forfatningen og sædevaneretten, der administreres af de traditionelle myndigheder, siger stadig, at børn kan gifte sig, hvis forældrene giver samtykke.
Kachindamoto blev foruroliget, da hun fandt en høj procentdel af børneægteskaber i sit eget distrikt. Hun kunne ikke overtale forældrene til at ændre deres synspunkter, men hun fik de 50 underhøvdinger i distriktet til at enes om at afskaffe de tidlige bryllupper og annullere de eksisterende børneægteskaber. Hun fyrede fire underhøvdinger, der var ansvarlige for områder, hvor ægteskab med børn fortsatte, og genindsatte dem senere, da hun fik bekræftet, at ægteskabene var blevet annulleret. Hun overbeviste samfundsledere om at ændre den civile kode til at forbyde tidlige ægteskaber. Ved 2019 havde hun formået at annullere over 3.500 børneægteskaber. Hendes handlinger har bragt hende international anerkendelse.
I juni 2015 fortalte hun Maravi Post, "Jeg har annulleret 330 ægteskaber, ja, heraf var 175 piger-kvinder og 155 drenge-fædre. Jeg ville have dem til at gå tilbage i skole, og det har virket." Hun sagde til Nyasa Times, "Jeg vil ikke have ungdommelige ægteskaber, de skal gå i skole. Vi har nu fastlagt vores egne love til at styre alle inden for mit område, når det kommer til ægteskaber og efterlader ingen hellig ko. ... Der må ikke findes noget barn, der hænger derhjemme; udfører have- eller husarbejde i skoletiden. Intet landsbyhoved, GVH eller kirkepræster [må] ikke forstå ægteskaber inden man undersøger parrets fødselsdatoer."
De ægteskaber, der blev annulleret, var efter sædevaneretten, reguleret af høvdinger snarere end civile ægteskaber. Høvding Kachindamoto arbejdede med grupper af mødre, lærere, landsbyudviklingsudvalg, religiøse ledere og ikke-statslige organisationer. Hun mødte modstand fra forældre og parrene selv, især fattige forældre, når der var blevet betalt medgift. Hun mente, at dør-til-dør-kampagnen var den største faktor i at få enighed om annullering af ægteskabene. UN Women og UNICEF planlægger at samarbejde med traditionelle ledere andre steder for at gentage den bedste erfaring fra Høvding Kachindamoto med henblik på at reducere børneægteskaber. Kachindamoto siger: "Uddan en pige, og du uddanner hele området ... Du uddanner verden".